# Novara Calcio 2003-2004
Questa pagina raccoglie le informazioni riguardanti il Novara Calcio nelle competizioni ufficiali della stagione 2003-2004.

## Divise e sponsor
Lo sponsor tecnico per la stagione 2003-2004 è Galex, mentre lo sponsor ufficiale è Banca Popolare di Novara.
| 1ª divisa | 2ª divisa | 3ª divisa |

## Rosa
| N. |                   | Ruolo | Calciatore          |
| -- | ----------------- | ----- | ------------------- |
|    | Italia (bandiera) | C     | Massimo Belluomini  |
|    | Italia (bandiera) | C     | Federico Bigatti    |
|    | Italia (bandiera) | P     | Christian Bini      |
|    | Italia (bandiera) | C     | Edoardo Braiati     |
|    | Italia (bandiera) | C     | Massimiliano Brizzi |
|    | Italia (bandiera) | A     | Alan Carlet         |
|    | Italia (bandiera) | D     | Gabriele Cioffi     |
|    | Italia (bandiera) | D     | Sandro Ciuffetelli  |
|    | Italia (bandiera) | D     | Francesco Colombini |
|    | Italia (bandiera) | D     | Fabio Cusaro        |
|    | Italia (bandiera) | D     | Filippo Dal Moro    |
|    | Italia (bandiera) | A     | Pierluigi Damiano   |

| N. |                    | Ruolo | Calciatore           |
| -- | ------------------ | ----- | -------------------- |
|    | Italia (bandiera)  | P     | Francesco Franzese   |
|    | Italia (bandiera)  | D     | Fabio Lorenzini      |
|    | Italia (bandiera)  | C     | Aldo Monza           |
|    | Italia (bandiera)  | D     | Paolo Morganti       |
|    | Nigeria (bandiera) | A     | Akeem Omolade        |
|    | Italia (bandiera)  | A     | Massimiliano Palombo |
|    | Italia (bandiera)  | A     | Marco Pau            |
|    | Italia (bandiera)  | A     | Lorenzo Pinamonte    |
|    | Italia (bandiera)  | D     | Tiziano Polenghi     |
|    | Italia (bandiera)  | D     | Giovanni Serao       |
|    | Italia (bandiera)  | C     | Andrea Soncin        |
|    | Italia (bandiera)  | C     | Sergio Sorrentino    |

## Risultati

### Campionato

#### Girone di andata
| 31 agosto 2003 1ª giornata | SPAL | 0 – 0 | Novara |  |

| 7 settembre 2003 2ª giornata | Novara | 2 – 0 | Pistoiese |  |

| 14 settembre 2003 3ª giornata | Novara | 2 – 2 | Reggiana |  |

| 21 settembre 2003 4ª giornata | Varese | 3 – 2 | Novara |  |

| 28 settembre 2003 5ª giornata | Novara | 3 – 1 | Rimini |  |

| 5 ottobre 2003 6ª giornata | Torres | 1 – 1 | Novara |  |

| 12 ottobre 2003 7ª giornata | Novara | 0 – 0 | Padova |  |

| 19 ottobre 2003 8ª giornata | Spezia | 3 – 0 | Novara |  |

| 26 ottobre 2003 9ª giornata | Novara | 2 – 0 | Pavia |  |

| 2 novembre 2003 10ª giornata | Lumezzane | 2 – 1 | Novara |  |

| 9 novembre 2003 11ª giornata | Pisa | 0 – 2 | Novara |  |

| 16 novembre 2003 12ª giornata | Novara | 1 – 1 | Lucchese |  |

| 23 novembre 2003 13ª giornata | Arezzo | 2 – 1 | Novara |  |

| 7 dicembre 2003 14ª giornata | Novara | 2 – 0 | Pro Patria |  |

| 14 dicembre 2003 15ª giornata | Cittadella | 3 – 1 | Novara |  |

| 21 dicembre 2003 16ª giornata | Novara | 0 – 0 | Cesena |  |

| 6 gennaio 2004 17ª giornata | Prato | 2 – 2 | Novara |  |

#### Girone di ritorno
| 11 gennaio 2004 18ª giornata | Novara | 1 – 0 | SPAL |  |

| 18 gennaio 2004 19ª giornata | Pistoiese | 1 – 0 | Novara |  |

| 1º febbraio 2004 20ª giornata | Reggiana | 0 – 0 | Novara |  |

| 8 febbraio 2004 21ª giornata | Novara | 1 – 0 | Varese |  |

| 15 febbraio 2004 22ª giornata | Rimini | 0 – 0 | Novara |  |

| 22 febbraio 2004 23ª giornata | Novara | 0 – 0 | Torres |  |

| 7 marzo 2004 24ª giornata | Padova | 2 – 2 | Novara |  |

| 14 marzo 2004 25ª giornata | Novara | 2 – 4 | Spezia |  |

| 21 marzo 2004 26ª giornata | Pavia | 1 – 1 | Novara |  |

| 28 marzo 2004 27ª giornata | Novara | 2 – 1 | Lumezzane |  |

| 4 aprile 2004 28ª giornata | Novara | 0 – 1 | Pisa |  |

| 10 aprile 2004 29ª giornata | Lucchese | 1 – 0 | Novara |  |

| 18 aprile 2004 30ª giornata | Novara | 3 – 2 | Arezzo |  |

| 25 aprile 2004 31ª giornata | Pro Patria | 2 – 1 | Novara |  |

| 2 maggio 2004 32ª giornata | Novara | 0 – 0 | Cittadella |  |

| 9 maggio 2004 33ª giornata | Cesena | 3 – 0 | Novara |  |

| 16 maggio 2004 34ª giornata | Novara | 2 – 3 | Prato |  |